# Реженерасан (Пиауи)

Реженерасан на карте штата.

Реженерасан (порт. Regeneração) — муниципалитет в Бразилии, входит в штат Пиауи. Составная часть мезорегиона Северо-центральная часть штата Пиауи. Входит в экономико-статистический микрорегион Медиу-Парнаиба-Пиауиенси. Население составляет 17 556 человек на 2010 год. Занимает площадь 1251,035 км². Плотность населения — 14,03 чел./км².

## Демография
Согласно сведениям, собранным в ходе переписи 2010 г. Национальным институтом географии и статистики (IBGE), население муниципалитета составляет:
| Полное население                               | Полное население                               | Полное население                               | Полное население                               | 17 556 |
| ---------------------------------------------- | ---------------------------------------------- | ---------------------------------------------- | ---------------------------------------------- | ------ |
| в том числе:                                   | Городское население                            | 13 805                                         | Процент городского населения, %                | 78,63  |
|                                                | Сельское население                             | 3751                                           | Процент сельского населения, %                 | 21,37  |
|                                                | Мужское население                              | 8 590                                          | Процент мужского населения, %                  | 48,93  |
|                                                | Женское население                              | 8 966                                          | Процент женского населения, %                  | 51,07  |
| Плотность населения, чел/км²                   | Плотность населения, чел/км²                   | Плотность населения, чел/км²                   | Плотность населения, чел/км²                   | 14,03  |
| Население муниципалитета в % к населению штата | Население муниципалитета в % к населению штата | Население муниципалитета в % к населению штата | Население муниципалитета в % к населению штата | 0,56   |

По данным оценки 2016 года, население муниципалитета составляет 17 697 жителей.

## История
Город основан 26 июня 1938 года. 

## Статистика
- Валовой внутренний продукт на 2003 год составляет 24 638 232,00 реалов (данные: Бразильский институт географии и статистики).
- Валовой внутренний продукт на душу населения на 2003 год составляет 1377,90 реалов (данные: Бразильский институт географии и статистики).
- Индекс развития человеческого потенциала на 2000 год составляет 0,611 (данные: Программа развития ООН).